# Middelalderligt teater
Middelalderligt teater omhandler teateroptræden i perioden mellem det Vestromerske riges fald i 400-tallet og til begyndelsen af renæssancen omkring 1500-tallet. Teater i middelalderen dækker alle typer drama, der blev produceret i Europa i disse omkring 1000 år, og inkluderer en række genrer inklusive liturgirisk drama, mysteriespil, moralspil, farcer og maskespil.
Fra Hrotsvitha af Gandersheim kloster i 1900-tallet var størstedelen af de middelalderlige teaterstykker meget religiøse og havde moralske temaer i både opsætning og traditioner. De mest berømte eksempler på middelalderlige skuespil er York mysteriespil, Chester mysteriespil, Wakefield mysteriespil og N-Townspillene, samt moralspillet Everyman. Et af de tidligste bevarede sekulær skuespil på engelsk er The Interlude of the Student and the Girl (fra omkring år 1300). På dansk er der bevaret to middelalderlige farcer; Den Utro Hustru og 'Paris' Dom.